# CBS Media Ventures
A CBS Media Ventures (anteriormente CBS Television Distribution e CBS Paramount Domestic Television) é uma empresa estadunidense de produção e distribuição de televisão de propriedade da CBS Studios, parte do CBS Entertainment Group, uma divisão da Paramount Global.
Foi formada a partir da fusão das empresas de distribuição de televisão da CBS Corporation, CBS Paramount Domestic Television e King World Productions, incluindo divisão de home video CBS Home Entertainment. 
A divisão, o principal braço de distribuição da CBS Studios, das redes de televisão CBS e The CW e outros estúdios de televisão da Paramount Global, como a Paramount Media Networks, foi formada em 26 de setembro de 2006 pela CBS Corporation e foi liderada por Roger King, o CEO da King World até sua morte em 2007.

## Programação atual
Syndication:
- Dr. Phil (2002-presente, produzido pela Harpo Studios e Peteski Productions)
- The Doctors (2008-presente, produzido pela Stage 29 Productions)
- Entertainment Tonight (1981-presente)
- Inside Edition (1989-presente)
- The Insider (2004-presente)
- Jeopardy! (1984-presente, produzido pela Sony Pictures Television)
- Judge Judy (1996-presente, produzido pela Big Ticket Television)
- Rachael Ray (2006-presente, produzido pela Harpo Studios)
- Wheel of Fortune (1983-presente, produzido pela Sony Pictures Television)
- Hot Bench (2014-presente, produzido pela Big Ticket Entertainment e Queen Bee)

Off-net:
- Criminal Minds (2005-presente, co-produzido pela ABC Studios
- CSI: Investigação Criminal (CBS, 2000-2015, produzido pela Jerry Bruckheimer Television e Alliance Atlantis)
- CSI: Miami (CBS, 2002-2012)
- Everybody Loves Raymond (CBS, 1996-2005, produzido pelo Worldwide Pants Incorporated, Where's Lunch e HBO Independent Productions)